# Lisa Hammer
Lisa Hammer, geborene Lisa Houle (* 4. April 1967 in Salem, Massachusetts, USA) ist eine US-amerikanische Filmemacherin und Musikerin.

## Leben
Ihre Produktionsfirma für die Filme heißt Blessed Elysium (englisch, gesegnetes Elysium). Sie dreht No-Budget-Filme auf Super-8- und 16-mm-Format.
Die Band von Lisa Hammer und ihrem Mann Doc Hammer (Eric A. Hammer) heißt Mors Syphilitica (lateinisch, etwa Tod durch Syphilis). Der Musikstil wird als Gothic beschrieben. Es wurden nur wenige CDs veröffentlicht, die nur teilweise noch im Handel sind: Mors Syphilitica (1996, nicht mehr im Handel), Primrose (1998), Feather and Fate (2001).
Zwischen 1985 und 1995 bildeten sie mit Christopher Walsh und offenbar wechselnden Schlagzeugern die Band Requiem in White (CD: Of The Want Infinite, 1994). Weitere Bands waren The Vitulos Secession und The N. C. S. (mit Eric Hammer; CD: Perform The Music From The Rituals Of The New Poison, 1993, nicht mehr im Handel).

## Filmografie
- 1985: Decombres
- 1986: Barbies Road Trip
- 1986: Barbies Hell Cruise
- 1986: Fairyland
- 1987: Adieux, Dames
- 1987: Miscarriages of the rich & Famous
- 1987: Die slowly, lost love
- 1987: Lizard Lady
- 1987: My Baby is dying
- 1988: Rumpelstilzkin II
- 1988: Birthday Boy
- 1988: Two Ladies
- 1989: Not farewell, sweet flesh
- 1990: The wuby opening
- 1990: The emasculator
- 1990: Lorenzo et Lorenzo
- 1991: Pus$bucket
- 1992: Beauty and the Beast
- 1993: In the eyes of God
- 1993: The magic Bow
- 1994: The Changeling
- 1994: The Fox and Hound
- 1995: Jorinda and Joringel
- 1996: Empire of Ache
- 1996: Blessed Elysium Follies
- 1996: Naughty PSA
- 1998: The Dance of Death
- 1998: Cards with Cards
- 1999: Crawley
- 1999: My dancing Lady
- 2000: Maildorora and a little Girl
- 2001: Rub
- 2002: The everlasting Gaze
- 2002: My virgin Widows
- 2004: Period Piece
- 2008: Pontypool